# Tríptico Braque

Tablas interiores del Tríptico Braque. c. 1452. Óleo sobre tabla de roble con marco, 41cm × 34,5cm; 41cm× 68cm; 41cm × 34,5cm. Museo del Louvre, París.

El Tríptico Braque es un retablo al óleo sobre tabla de roble de hacia 1452 del maestro del primitivo flamenco Rogier van der Weyden. Cuando está abierto, sus tres tablas de longitud media revelan, de izquierda a derecha, a Juan el Bautista, La Virgen María con Jesus y San Juan el Evangelista, y María Magdalena. Cuando las alas están cerradas, el trabajo muestra una vanitas con un cráneo y una cruz.
El tríptico Braque es el único trabajo devocional de van der Weyden conservado en ser pintado para la exhibición privada antes que la pública. El retablo fue probablemente encargado por Jehan Braque de Tournai o, más probablemente, su esposa Catalina de Brabante– posiblemente después de la muerte repentina y prematura de Jehan en 1452. La pareja se había casado hacía poco. Catalina era mucho más joven que su marido; cuando contrajeron matrimonio en 1450 o principios de 1451, ella tenía 20 años y era 12 o 13 años menor que él. Es evidente que ella mostró un afecto profundo y duradero hacia él. Cuándo  murió, casi 50 años después, había pedido ser enterrada a su lado, a pesar de que volvió a casarse unos años después.

## Tríptico

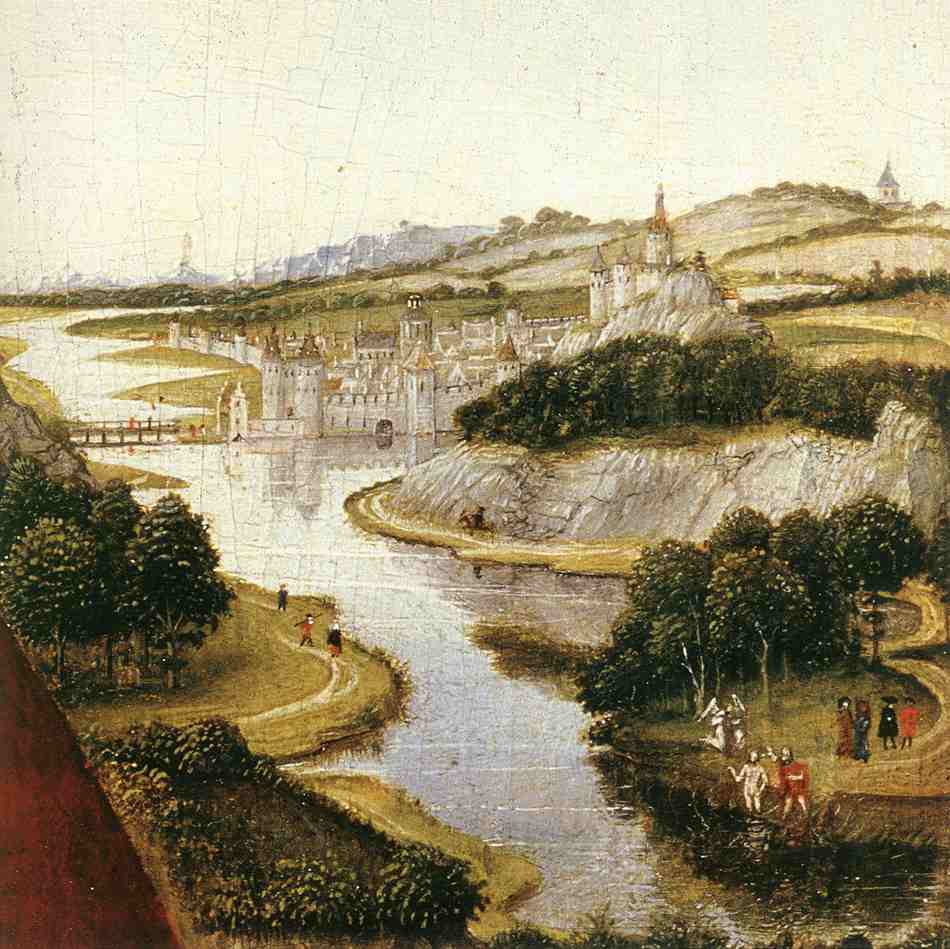
Detalle del paisaje detrás de Juan el Bautista. Al igual que el texto, un paisaje único se extiende a través de todas las tablas.

La inscripción en textos flotantes juega una función importante en el trabajo. Cada tabla interior contiene inscripciones en latín que salen desde las bocas y flotan sobre las figuras, sirviendo como burbujas de discurso o comentario. Todos los textos son tomados del Evangelio de Juan, excepto el de la Virgen, el cual proviene del Evangelio de Lucas. Las palabras de Juan el Bautista se tuercen hacia arriba desde su boca hasta la esquina derecha del marco, donde parecen unirse a las de la Virgen en la tabla central, que a su vez fluyen a través del panel hacia la izquierda. Las palabras de la Magdalena, en contraste, forman una línea horizontal plana arriba. Las palabras difieren también de las de las otras tablas; no son pronunciadas por ella sino que consisten en un comentario. Probablemente se debe a que no fueron ni pronunciadas ni escritas por la santa; su texto, de Juan 12:3, lee "María tomó una libra de ungüento de nardo, de gran precio, y ungió los pies de Jesús".

### Interior

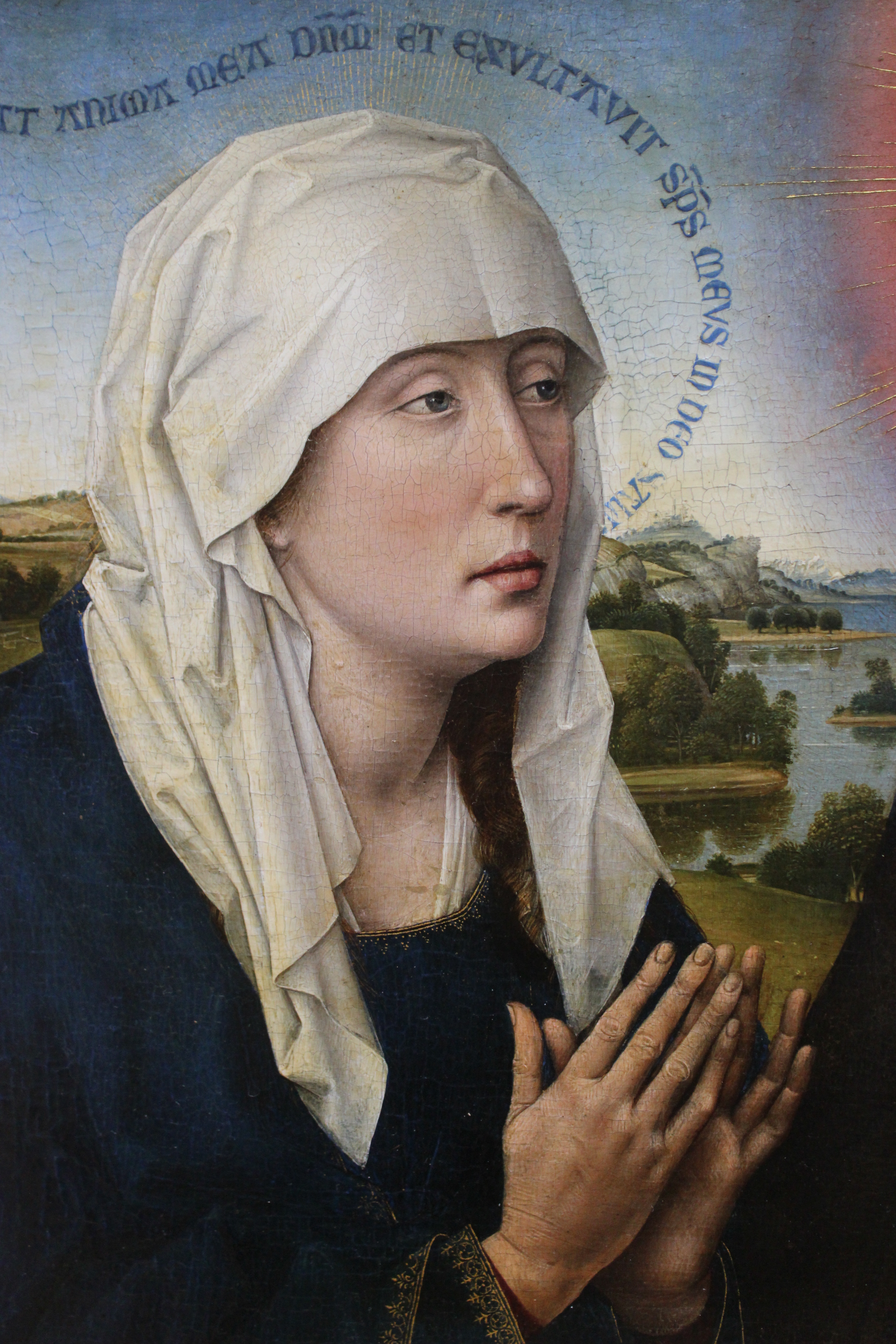
Detalle, María, tabla central.

Van der Weyden había utilizado la técnica de las inscripciones flotantes antes, especialmente en la tabla central del Retablo Beaune de hacia 1445-50, donde las palabras parecen flotar en el espacio pictórico o estar aparentemente cosidas a la ropa de las figuras.
La tabla izquierda es una representación de longitud media de Juan el Bautista, con la escena del bautismo de Cristo en el fondo. Las palabras de Juan flotan encima como un bocadillo primitivo salido de su boca. Las palabras, tomadas de Juan 1:29, leen "He aquí el Cordero de Dios, que quita los pecados del mundo". En la tabla derecha María Magdalena aparece descrita con un suntuoso vestido muy detallado en el que se considera uno de los mejores retratos femeninos de van der Weyden. Con 68 cm de ancho, la tabla central es casi el doble de ancha que las laterales. Muestra a Cristo Salvator Mundi, su cabeza es una réplica muy cercana de su representación en el tríptico del Juicio Final. El panel central actúa como un "cuadro dentro de un cuadro", cuyo contexto es "narrado" por las frases que salen de las bocas de Juan y María.

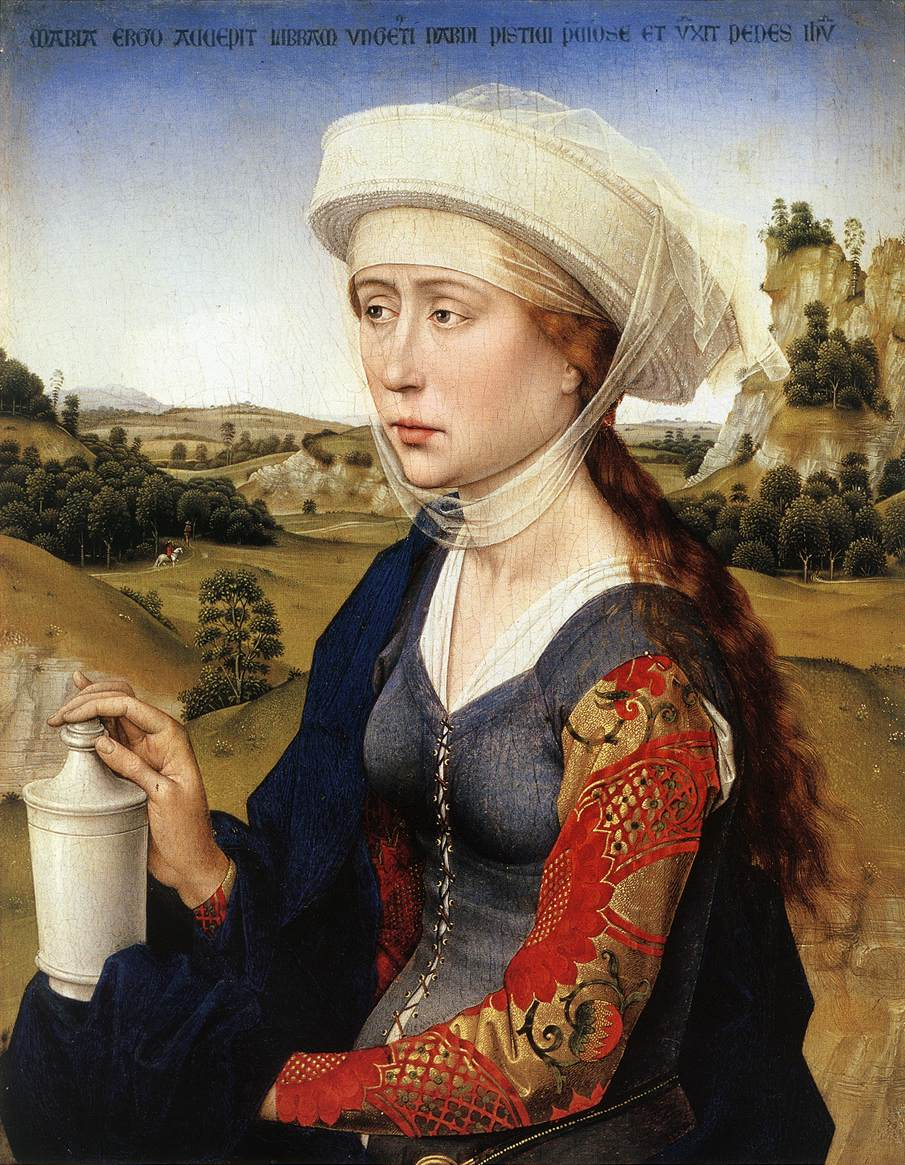
Detalle mostrando a la Magdalena.

Juan el Evangelista y Jesús tienen las manos derechas alzadas en la pose cristiana tradicional de bendición. Sus dedos índice y medio verticales mientras sus dos dedos pequeños permanecen cerca de sus pulgares. Los gestos de cada mano y dedos están arreglados en una manera altamente deliberada y simétrica. El patrón que forman a través de los tres paneles interiores refleja la dirección de la narrativa del tríptico como lo indican las inscripciones. El flujo es interrumpido en la tabla final de la Magdalena, su mano se eleva como si fuera una barrera para las otras tablas, mientras su texto está recto y horizontal en lugar de curvado.

### Exterior

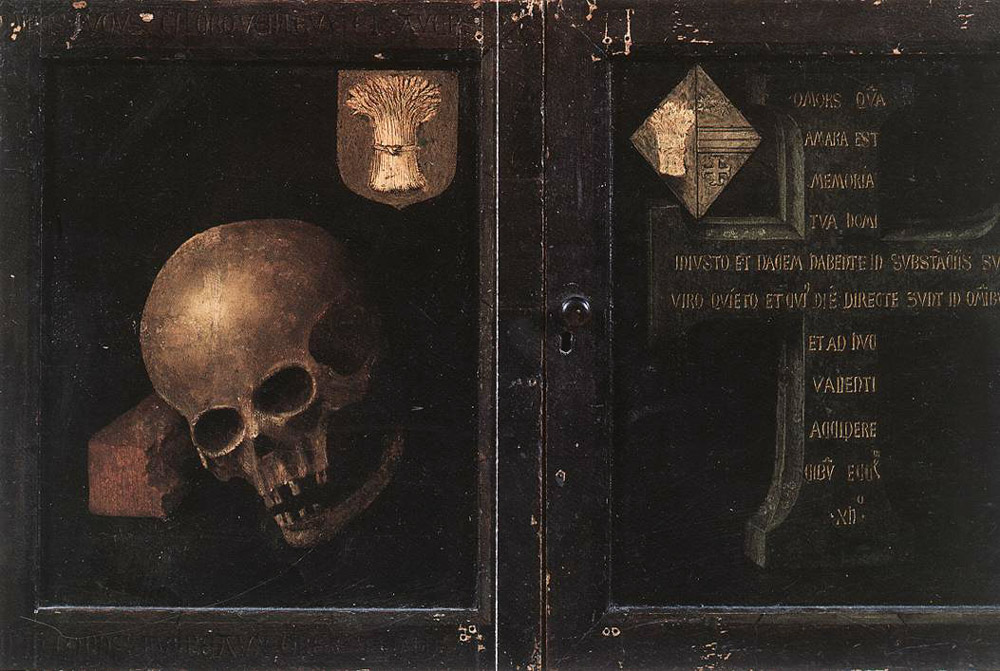
Las tablas exteriores con el panel cerrado. El cráneo es probable que sirva a un tiempo de memento mori como de memorial para la comitente.

Cuando las alas están cerradas formando el panel exterior, se revela un memento mori  o vanitas con un cráneo y una cruz simulando ser esculpida decorada con inscripciones en latín, sobre fondo negro. El ala exterior izquierda muestra una calavera amarillo amarronada apoyada contra un ladrillo roto o fragmento de piedra junto al escudo de armas de la familia Braque -un gavilla de trigo- en la parte superior derecha. Se ha sugerido que el cráneo también actuaría de memento mori, recordando al espectador su futuro mortal. La tabla es uno de los primeros ejemplos conservados de un cráneo utilizado en una vanitas, mientras el ladrillo roto, la cruz e inscripciones presentan imágenes de muerte y decadencia propias del género. El ladrillo en tales obras normalmente simboliza la ruina, tanto de edificios como de dinastías, en este caso dada la inclusión del blasón familiar de los Braque, podría servir como recordatorio para los miembros de esta. Otros historiadores del arte creen que el cráneo no puede haber señalado simbólicamente a la familia Braque, ya que estaban bien establecidos como asesores financieros de la Casa de Valois. En cambio, argumentan, podría representar a Adán, como pieza del Golgota.
La tabla derecha contiene además del escudo acolado de la dama una cruz con una inscripción en latín basada en el Eclesiastés XLI: 1–2. Las palabras leídas como "o mors quam amara est memoria tua homini pacem habenti en substantiis suis. viro quieto et cuius viae directae sunt En omnibus et adhuc valenti accipere cibum". (¡Oh muerte, cuan amargo es el recuerdo de ti para un hombre que tiene paz en sus posesiones! ¡Para un hombre que está en reposo, y cuyos caminos son prósperos en todas las cosas, y que todavía es capaz de recibir alimento!).

## Procedencia
La datación aproximada del tríptico está basada en la muerte de Jehan Braque en 1452, y el hecho de que los paneles interiores muestran una influencia italiana, y se considera uno de los primeros de sus trabajos posteriores más austeros de su época de madurez; van der Wyeden había visitado Italia en 1450.
Es mencionado por primera vez, sin atribuir, en el testamento de Catalina de Brabante en 1497 cuando se lo dejó a su nieto Jehan Villan. Los registros muestran el retablo en posesión de sus herederos hasta 1586, después de lo cual fue comprado por un sacerdote en Inglaterra. Más tarde entró en posesión del pintor inglés Richard Evans. Fue comprado por el Museo del Louvre a la hija del Duque de Westminster Lady Theodora Guest, en 1913. En ese momento, fue considerada la adquisición más importante de la galería pública desde 1878, cuando fue legada una obra importante de Hans Memling. También se pagó un precio récord por un van der Weyden; J. P. Morgan anteriormente había abonado $100.000 por la Anunciación ahora en el Museo Metropolitano de Arte de Nueva York.
Se muestra en la exhibición permanente del Louvre, en su marco de roble original. Debido a su fragilidad, está protegido por un cristal.